# 시드니 번스타인
시드니 루이스 번스타인, 번스타인 남작(영어: Sidney Louis Bernstein, Baron Bernstein, 1899년 1월 30일 ~ 1993년 2월 5일)은 영국의 사업가이자 방송인이다. 그는 1954년 그라나다 텔레비전을 설립하였다.